# Акантоцепола Крузенштерна
Акантоцепола Крузенштерна, или жёлтая акантоцепола, или цепола Крузенштерна (лат. Acanthocepola krusensternii), — вид морских лучепёрых рыб из семейства цеполовых (Cepolidae). Видовое название дано в честь Ивана Фёдоровича Крузенштерна (1770—1846) — российского мореплавателя немецкого происхождения, возглавляющего в 1803—1806 годах первое русское кругосветное плавание.

## Описание
Длина тела до 40 см. Тело тонкое, удлиненное, сильно сжатое с боков, постепенно заостряется к хвосту. Туловище короткое. Голова сжатая с боков, тупая, очень короткая. Рот конечный, косой. Рыло очень короткое. Зубы тонкие, длинные. Жаберные отверстия широкие. Имеется вооружения на заднем крае предкрышечной кости в виде 4—8 тупых зубчиков. Спинной и анальный плавники длинные. Спинной плавник начинается на затылке, анальный — несколько позади основания грудного плавника — оба плавника сливаются с хвостовым. Грудные плавники короткие. Хвостовой плавник редуцирован. В спинном плавнике не более 80 лучей; в анальном — 76. Окраска ярко-красная.

## Ареал
В Японском море известен из залива Тояма, у острова Садо, из района Санин. В Японии от Токио к югу. Восточно-Китайское и Южно-Китайское моря. Заходит в пресные воды.

## Биология
Донная рыба. Живёт в норах, которые сооружает в песчаном или илистом грунте, либо скрывается в других укрытиях и в пещерах. В укрытиях рыбы проводят большую часть дня и становятся активными с наступлением сумерек. Иногда плавают в вертикальном положении в толще воды. Питается преимущественно мелкими планктонными ракообразными.